# Ophrys grampinii
Ophrys grampinii là một loài thực vật có hoa trong họ Lan. Loài này được Cortesi mô tả khoa học đầu tiên năm 1903.